# Hoàng Kim (xã)
Hoàng Kim là một xã thuộc huyên Mê Linh, thành phố Hà Nội, Việt Nam. Xã có diện tích 5,55 km², dân số năm 2022 là 6.395 người, mật độ dân số đạt 1.152 người/km².

## Vị trí địa lý
- Phía Bắc giáp xã Thạch Đà
- Phía Đông giáp xã Văn Khê
- Phía Nam giáp Sông Hồng
- Phía Tây giáp xã Thạch Đà

## Hành chính
Xã có 3 thôn:
- Hoàng Kim
- Hoàng Xá
- Tây Xá